# Débat sur le drapeau canadien

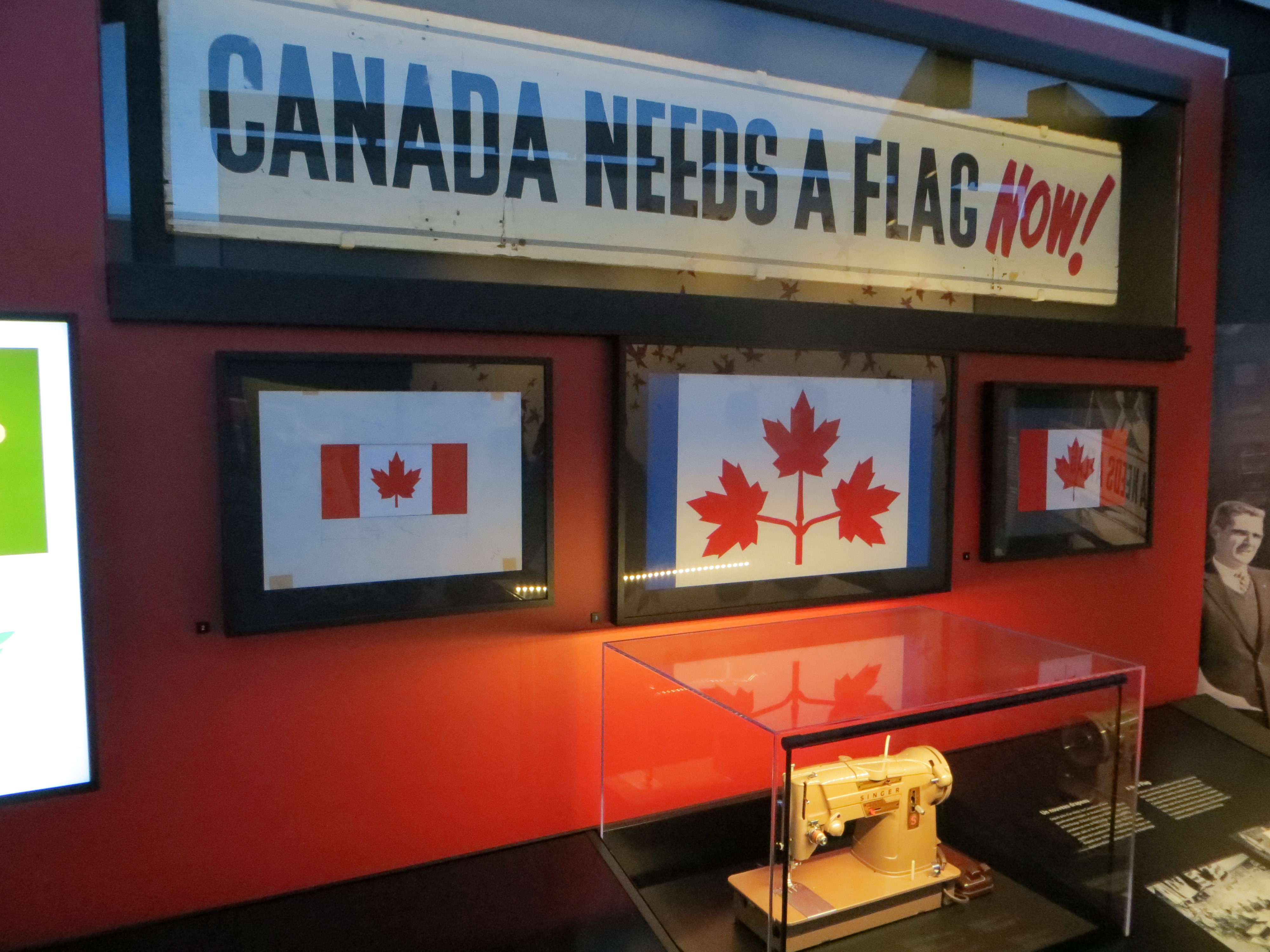
Une exposition sur le débat au Musée canadien de l'histoire

Le débat sur le drapeau (Great Flag Debate en anglais) est un débat national canadien qui a eu lieu en 1963 et 1964 autour de l'adoption d'un nouveau drapeau du Canada.
Bien que le débat ait commencé bien avant, il débute officiellement le 15 juin 1964 lorsque le premier ministre Lester B. Pearson propose à la Chambre des communes son intention d'adopter un nouveau drapeau. Le débat divise profondément les politiciens et le grand public pendant six mois. Il prend fin sous bâillon le 15 décembre 1964 par l'adoption de l'Unifolié, drapeau officiel actuel du Canada. Celui-ci est inauguré le 15 février 1965, date qui devient le jour du drapeau à partir de 1996.

## Contexte historique

### Union JacketRed Ensign

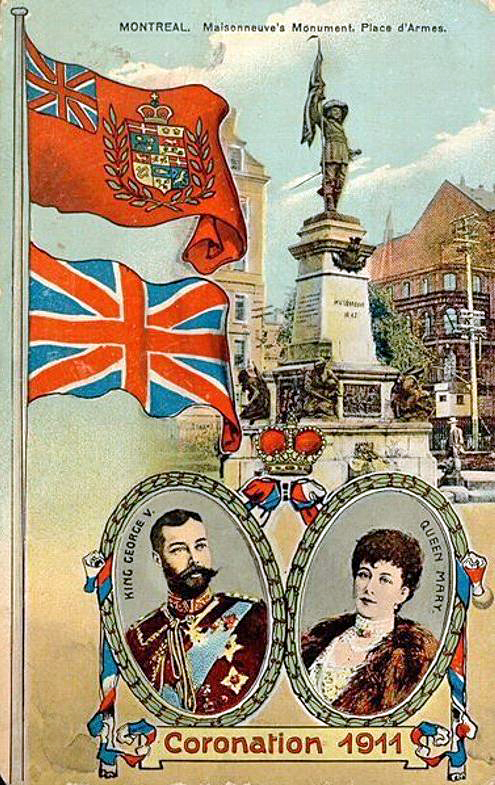
Une carte postale soulignant le couronnement de George V en 1911, avec le Red Ensign canadien et lUnion Jack.

L'Union Jack sert de drapeau officiel à diverses colonies de l'Amérique du Nord britannique et est le drapeau national officiel du Canada à partir de la Confédération jusqu'en 1965. Cependant, de la fin du XIXe siècle jusqu'en 1965, le drapeau civil, le Red Ensign canadien, est également utilisé comme drapeau national non officiel et symbole du Canada.
Les premiers Red Ensigns canadiens sont utilisés à l'époque du premier ministre Sir John A. Macdonald. À la mort de celui-ci en 1891, le gouverneur général du Canada Lord Stanley écrit à Londres :

« [...]le gouvernement du Dominion a encouragé par le précepte et l'exemple l'utilisation sur tous les bâtiments publics des provinces du Red Ensign avec l'insigne canadien sur le battant... [qui] est désormais considéré comme le drapeau reconnu du Dominion, à terre comme à flot. »

Sous la pression de l'opinion publique pro-impériale, le premier ministre Wilfrid Laurier hisse l'Union Jack au-dessus de la tour Victoria (en) du Parlement, où il demeure jusqu'à la réapparition du Red Ensign dans les années 1920.

Drapeau canadien proposé en 1946.

William Lyon Mackenzie King essaie d'adopter un nouveau drapeau national en 1925 et 1946, après avoir reçu une recommandation qui est revenue sous la forme d'un modèle Red Ensign. En 1946, les armoiries sont remplacées par une feuille d'érable dorée. Cependant, les craintes persistantes que ce changement puisse conduire à une instabilité politique amènent Mackenzie King à abandonner le projet. Un compromis est trouvé : le gouvernement arborera le Red Ensign canadien comme « drapeau canadien distinctif » sur les bâtiments gouvernementaux, mais conservera l'Union Jack comme drapeau national.
En 1958, un grand sondage est réalisé auprès des Canadiens adultes à l’égard du drapeau. Parmi ceux qui expriment leur opinion, plus de 80 % souhaitent un drapeau national entièrement différent de celui de toute autre nation, et 60 % souhaitent que leur drapeau porte la feuille d'érable. En avril 1963, un sondage d'opinion mené auprès de 2 262 Canadiens révèle que 52 % d'entre eux sont en faveur d'un nouveau drapeau national pour le Canada, tandis que 30 % préférent utiliser l'Union Jack et 18 % préfèrent utiliser le Red Ensign canadien. Il y a cependant une nette division des préférences entre les groupes linguistiques. Alors que 90 % des Canadiens français préfèrent un nouveau drapeau national, seulement 35 % des anglophones le souhaitent. Ensemble, l'Union Jack et le Red Ensign obtiennent le soutien de 65 % des Canadiens anglais.

### Lester B. Pearson

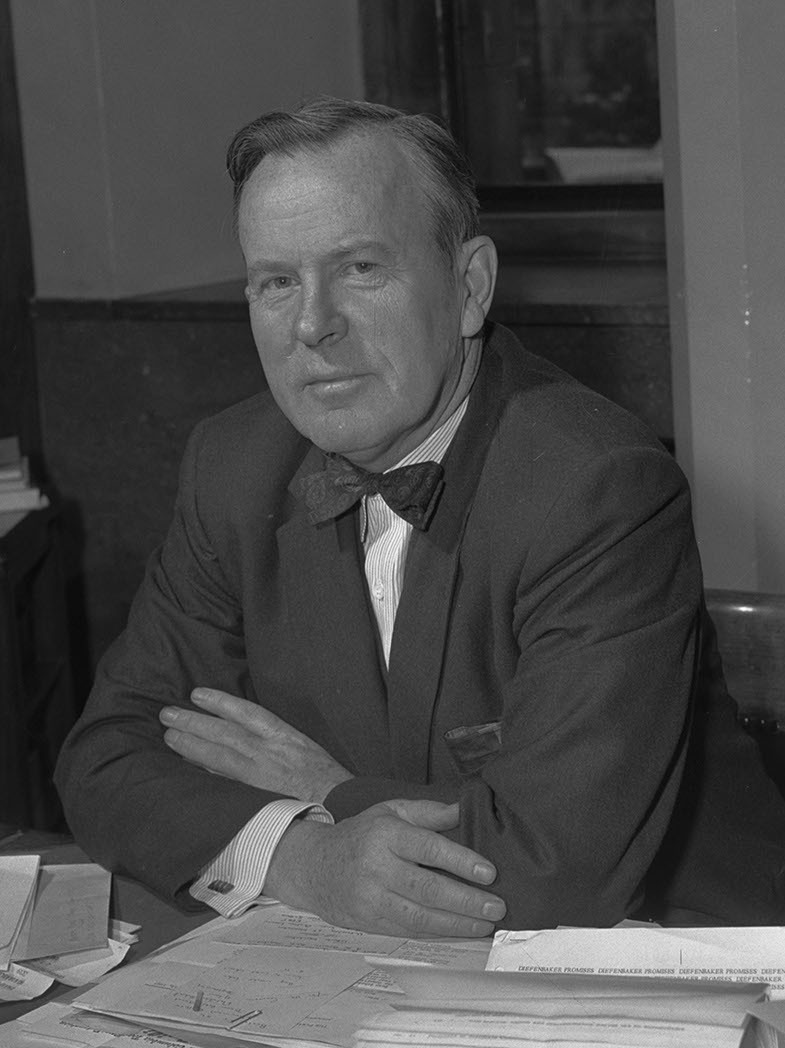
Lester B. Pearson en 1957.

En 1956, Lester B. Pearson est un important négociateur lors de la crise de Suez. Au cours de celle-ci, il constate que le gouvernement égyptien s'oppose aux forces canadiennes de maintien de la paix (en) parce que le drapeau canadien (le Red Ensign) présente le même symbole (le drapeau de l'Union) utilisé comme drapeau par le Royaume-Uni, l'un des belligérants. L'idée émerge alors chez lui de créer un drapeau distinctif et indéniablement canadien.
Le 27 janvier 1960, alors chef de l'opposition, Pearson publie un communiqué de presse dans lequel il présente le « problème du drapeau » ainsi que sa suggestion :

« [...] Le gouvernement canadien doit assumer l'entière responsabilité de trouver dans les plus brefs délais une solution au problème du drapeau, en soumettant au Parlement une mesure qui, si elle est acceptée par les représentants du peuple au Parlement, réglerait, je l'espère, le problème,. »

Le gouvernement progressiste-conservateur de l’époque, dirigé par le premier ministre John Diefenbaker, refuse la proposition. Pearson en fait alors une orientation du Parti libéral en 1961 et celle-ci devient une partie du programme électoral du parti lors des élections fédérales de 1962 et 1963 . Au cours de la campagne électorale de 1963, Pearson promet que le Canada aura un nouveau drapeau dans les deux ans suivant son élection, position inédite alors qu'aucun chef de parti n’était jamais allé aussi loin en imposant une limite de temps pour trouver un nouveau drapeau national.
Les élections de 1963 ramènent les libéraux au pouvoir, mais avec un gouvernement minoritaire. Le principal opposant au changement du drapeau est le chef de l'opposition et ancien Premier ministre, John Diefenbaker, qui finira par en faire une croisade personnelle.

Le « Pearson Pennant », choix préféré de Pearson pour un nouveau drapeau.

Le choix préféré de Pearson pour un nouveau drapeau est surnommé le « Pearson Pennant ». Il présente trois feuilles d'érable sur un fond blanc, avec des barres bleues verticales de chaque côté. Pearson préfère ce choix car les barres bleues reflétaient la devise du Canada, « d'un océan à l'autre ». Ce drapeau est présenté est divulgué à la presse en février 1964. En mai, lors du 20e congrès de la Légion royale canadienne à Winnipeg, Pearson fait face à un public de légionnaires peu sympathiques. Il leur dit que le temps est venu de remplacer le Red Ensign canadien par un drapeau distinctif à feuille d'érable. La Légion royale canadienne et la Canadian Corps Association souhaitent alors que le nouveau drapeau inclue l'Union Jack comme signe de liens avec le Royaume-Uni et avec d'autres pays du Commonwealth, comme l'Australie et la Nouvelle-Zélande, qui utilisent l'Union Jack dans le quart de leur drapeau national.

## Début du débat parlementaire

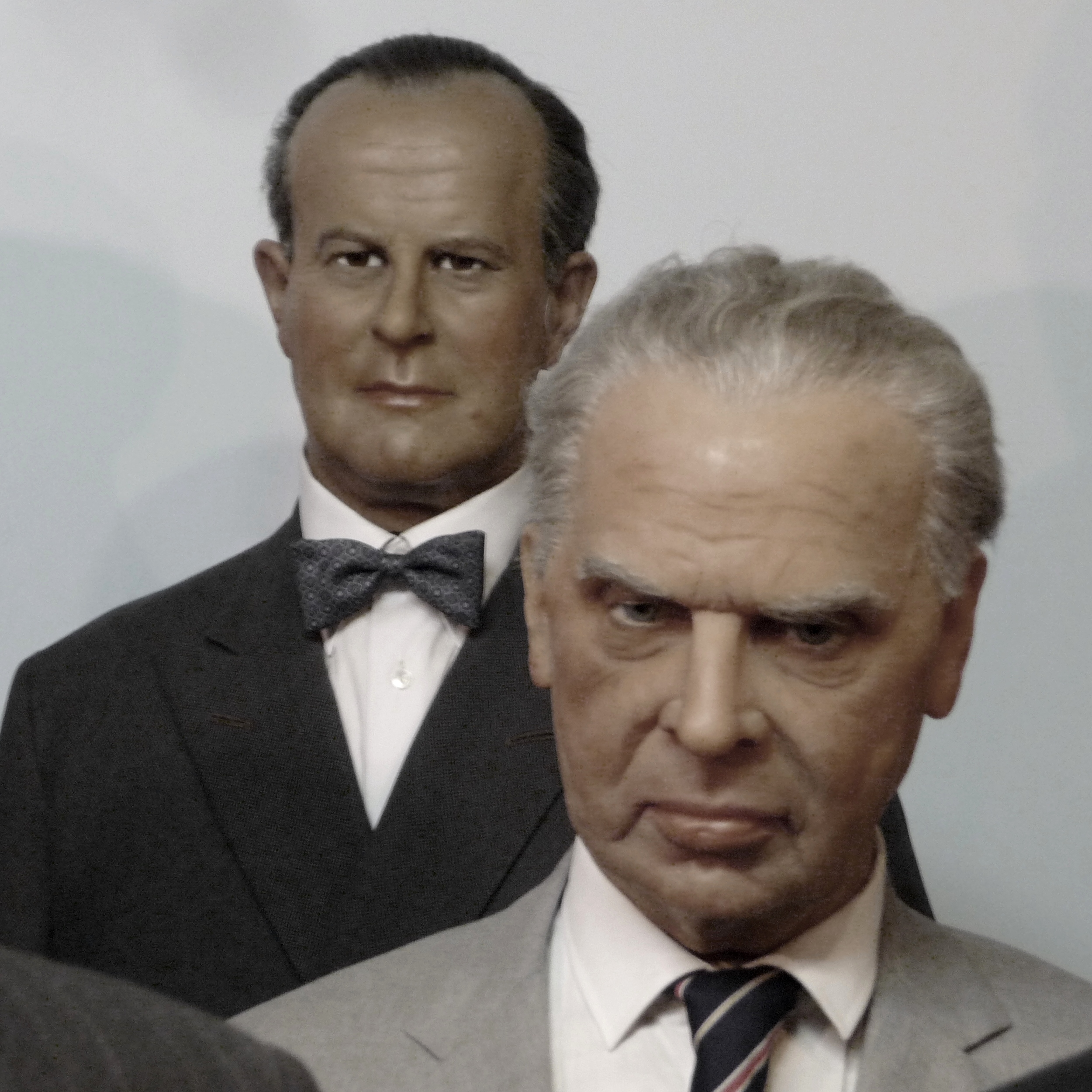
Diefenbaker et Pearson au Royal London Wax Museum de Victoria (Colombie-Britannique).

### Résolution d'ouverture
Le 15 juin 1964, Pearson ouvre le débat parlementaire sur le drapeau avec une résolution :
Le Pearson Pennant a été conçu par Alan Beddoe. Il vise à incarner l'histoire et la tradition, mais également à supprimer l'Union Jack. La question est donc moins de savoir si la nation doit intégrer la feuille d’érable, mais plutôt elle doit exclure de son identité visuelle la composante liée à la Grande-Bretagne.

### Opposition de Diefenbaker
Diefenbaker mène l'opposition au nouveau drapeau, plaidant pour le maintien du Red Ensign canadien. L'opposition conservatrice organise alors une obstruction parlementaire . Le débat s'éternise au Parlement et dans la presse, sans qu'aucun camp ne fasse de concession. Le Parlement est paralysé. Il siège pendant l’été, mais rien ne change.
Le 10 septembre 1964, le Premier ministre cède à la suggestion de confier la question à un comité spécial sur le drapeau. Celui-ci est constitué de 15 personnes, dont sept libéraux, cinq conservateurs (PC) et un représentant du Nouveau Parti démocratique (NPD), du Parti Crédit social et du Ralliement créditiste. L'un des membres influent du comité, le député libéral John Matheson, affirmera plus tard qu'on leur « avait demandé de produire un drapeau pour le Canada en six semaines !, »

## Comité spécial du drapeau
Les conservateurs considèrent d'abord l'événement comme une victoire, car tous les comités du drapeau précédents se sont soldés par un échec. Au cours des six semaines suivantes, le comité tient 35 réunions. Le public est sollicité et celui-ci fait parvenir des milliers de suggestions dans le cadre de ce qui est devenu un grand débat canadien sur l’identité et la meilleure façon de la représenter.
Sur les 3 541 propositions soumises, beaucoup contiennent des éléments communs :
- 2 136 présente la feuille d'érable
- 408 des Union Jack
- 389 des castors
- 359 des Fleurs de lys

Drapeau du Collège militaire royal du Canada, qui a inspiré le design de Stanley.

À la dernière minute, Matheson intègre un drapeau conçu par l'historien George Stanley, inspiré du drapeau du Collège militaire royal du Canada. Le dessin proposé comportait une seule feuille d'érable rouge sur un fond blanc uni, flanquée de deux bordures rouges. Six mois auparavant, Matheson avait souligné auprès de Matheson que tout nouveau drapeau « doit éviter l'utilisation de symboles nationaux ou raciaux de nature à diviser » et qu'il est « clairement déconseillé » de créer un drapeau portant soit un Union Jack, soit une fleur de lys.
Le comité vote le 22 octobre 1964 entre le Pearson Pennant et le drapeau de Stanley. En supposant que les libéraux voteraient pour le projet du premier ministre, les conservateurs soutiennent le drapeau de Stanley. Ils sont déjoués par les libéraux, qui se sont entendus avec d'autres pour choisir le drapeau à l'unique feuille d'érable, ce qui a rendu le choix unanime (15–0).

## Vote parlementaire
Une fois la décision du comité prise, le dossier remonte à la Chambre des communes. Diefenbaker s'acharne et le débat continue pendant six semaines, les conservateurs continuant leur obstruction. À un moment, le débat est qualifié par le Toronto Star de « Grande Farce du Drapeau,. »
Le débat se prolonge jusqu'à ce qu'un des membres les plus anciens des conservateurs, Léon Balcer, et le créditiste Réal Caouette, conseillent au gouvernement d'appliquer la clôture (mieux connue de nos jours sous le nom de bâillon). Pearson s'exécute et, après quelque 250 discours, le vote final pour l'adoption de l'unifolié de Stanley se produit à 2 h 15 le matin du 15 décembre 1964. Lors de celui-ci, Balcer et les autres conservateurs francophones se rangent derrière les libéraux et la recommandation du comité est acceptée par 163 voix contre 78. Immédiatement après le vote, Matheson écrit à Stanley : « Votre projet de drapeau vient d’être approuvé par la Chambre des communes par 163 voix contre 78. Félicitations. Je crois que c’est un excellent drapeau qui servira bien le Canada,. » De son côté, Diefenbaker en dira que c'est un « drapeau de clôture, imposé par clôture,. »

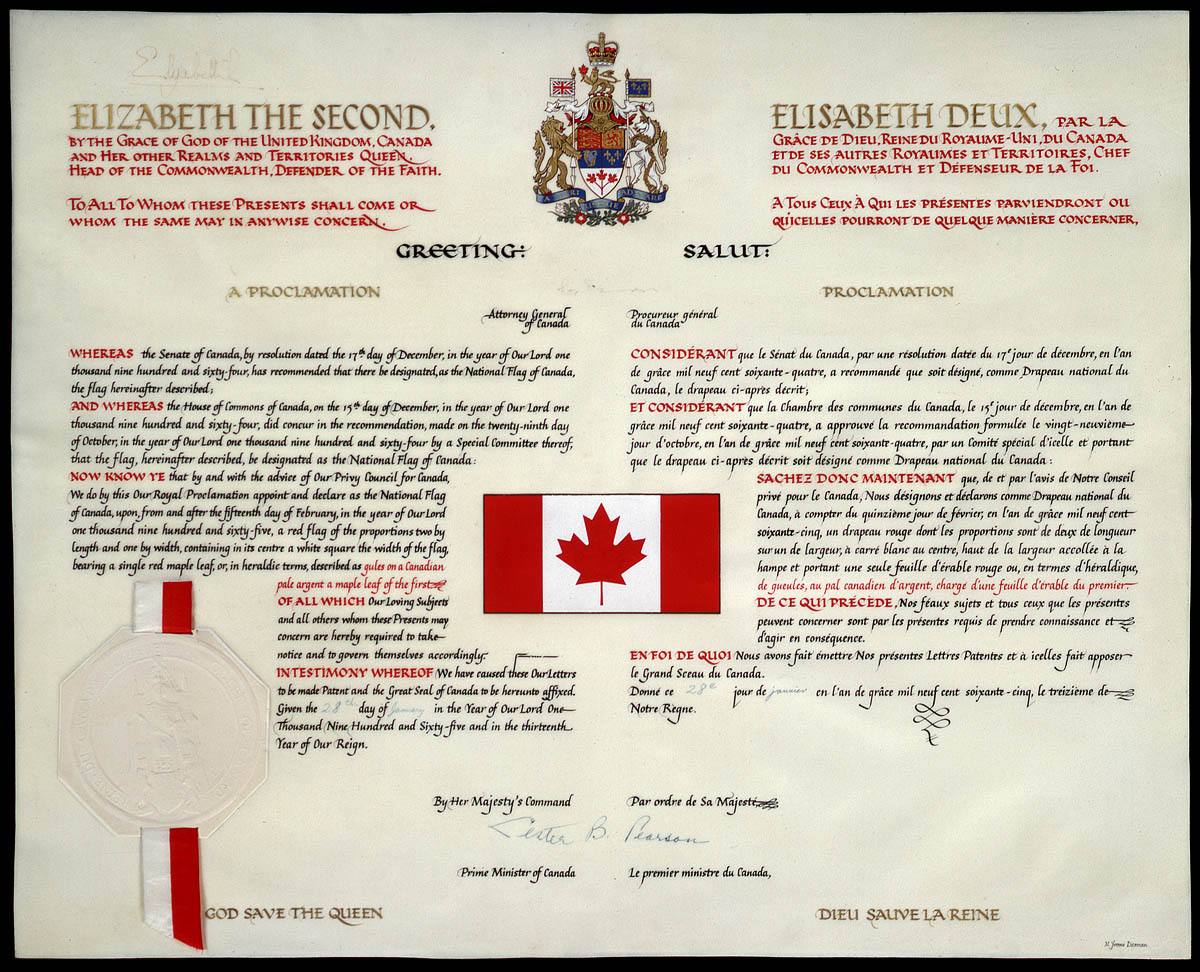
La proclamation royale nommant l'Unifolié comme nouveau drapeau national du pays.

Dans l'après-midi du 15 décembre, les Communes votent également en faveur de l'utilisation continue du drapeau de l'Union comme drapeau officiel pour symboliser l'allégeance du Canada à la Couronne et son appartenance au Commonwealth des Nations. L’approbation du Sénat suit le 17 décembre. L'Union Jack, ou le « drapeau royal de l'Union », comme il serait officiellement appelé dans la résolution parlementaire, serait placé à côté du nouveau drapeau dans les édifices du gouvernement fédéral, les aéroports exploités par le gouvernement fédéral, les installations militaires, au mât des navires de la Marine royale canadienne dans les eaux canadiennes et dans d'autres établissements appropriés le jour du Commonwealth, le jour de la Reine ( l'anniversaire officiel du monarque au Canada), le 11 décembre (l'anniversaire de la promulgation du Statut de Westminster de 1931 ) et lorsque le Quartier général de la Défense nationale en donnera l'instruction.

## Conséquences
Le drapeau est inauguré le 15 février 1965, lors d'une cérémonie officielle tenue sur la colline du Parlement à Ottawa, en présence du gouverneur général, du major-général Georges Vanier, du premier ministre, des membres du Cabinet et des parlementaires canadiens. La même journée, partout au Canada, aux Nations Unies à New York, dans les légations canadiennes et sur les navires canadiens partout dans le monde, le Red Ensign canadien est abaissé  pour être remplacé par le drapeau à feuille d'érable. À ce moment, le journaliste George Bain (en) écrit que le drapeau « semblait audacieux et propre, et distinctement le nôtre ».

### Drapeaux provinciaux
Le Red Ensign canadien demeure visible au Canada, souvent en lien avec des associations d'anciens combattants.
Après le débat, le Manitoba et l'Ontario ont adopté des versions du Red Ensign comme drapeaux de leur province. D'autre part, Terre-Neuve utilise l'Union Jack comme drapeau provincial de 1952 à 1980. Les triangles bleus sur le nouveau drapeau de cette province, adopté en 1980, sont destinés à rendre hommage à l'Union Jack. Quant à lui, le drapeau de la Colombie-Britannique, qui présente l'Union Jack dans sa partie supérieure, est introduit en 1960. Il est basé sur le bouclier des armoiries provinciales, qui remontent à 1906.

drapeau du Manitoba
drapeau de l'Ontario
drapeau de Terre-Neuve-et-Labrador
drapeau de la Colombie-Britannique